# Roger Claessen
Roger Claessen (27. září 1941, Warsage - 3. října 1982, Lutych) byl belgický fotbalista, útočník. V sezóně 1967/1968 byl nejlepším střelcem belgické fotbalové ligy a v sezóně 1966/1967 byl nejlepším střelcem Pohár vítězů pohárů.

## Fotbalová kariéra
Začínal v belgické lize v týmu Standard Lutych, se kterým získal dva mistrovské tituly a dvakrát vyhrál belgický fotbalový pohár. V letech 1968-1970 hrál německou bundesligu za Alemannii Aachen. Po návratu do Belgie hrál za Beerschot VAC, se kterým získal třetí vítězství v poháru. Kariéru zakončil v týmech Crossing Schaerbeek a RJS Bas-Oha. V Poháru mistrů evropských zemí nastoupil v 8 utkáních a dal 6 gólů a v Poháru vítězů pohárů nastoupil ve 23 utkáních a dal 17 gólů. Za reprezentaci Belgie nastoupil v letech 1961–1968 v 17 utkáních a dal 7 gólů.

## Ligová bilance
| Ročník                                 | Zápasy | Góly | Klub                |
| -------------------------------------- | ------ | ---- | ------------------- |
| 1. belgická liga 1958/1959             | 6      | 2    | Standard Lutych     |
| 1. belgická liga 1959/1960             | 1      | 0    | Standard Lutych     |
| 1. belgická liga 1960/1961             | 19     | 13   | Standard Lutych     |
| 1. belgická liga 1961/1962             | 23     | 21   | Standard Lutych     |
| 1. belgická liga 1962/1963             | 17     | 10   | Standard Lutych     |
| 1. belgická liga 1963/1964             | 18     | 20   | Standard Lutych     |
| 1. belgická liga 1964/1965             | 27     | 11   | Standard Lutych     |
| 1. belgická liga 1965/1966             | 18     | 11   | Standard Lutych     |
| 1. belgická liga 1966/1967             | 24     | 16   | Standard Lutych     |
| 1. belgická liga 1967/1968             | 27     | 20   | Standard Lutych     |
| Německá fotbalová Bundesliga 1968/1969 | 29     | 9    | Alemannia Aachen    |
| Německá fotbalová Bundesliga 1969/1970 | 15     | 2    | Alemannia Aachen    |
| 1. belgická liga 1970/1971             | -      | -    | Beerschot VAC       |
| 1. belgická liga 1971/1972             | -      | -    | Beerschot VAC       |
| 1. belgická liga 1972/1973             | -      | -    | Crossing Schaerbeek |
| 2. belgická liga 1973/1974             | -      | -    | Crossing Schaerbeek |
| CELKEM 1. belgická liga                | -      | -    |                     |